# 苹果榕
苹果榕（学名：Ficus oligodon）是桑科榕属的植物。分布于锡金、尼泊尔、不丹、印度、越南、泰国、马来西亚以及中国大陆的贵州、广西、西藏、云南、海南等地，生长于海拔200米至2,100米的地区，常生长在低海拔山谷、沟边或湿润土壤地区，目前已由人工引种栽培。

## 别名
地瓜（贵州）、橡胶树（云南漾濞）、木瓜果（屏边）、“老威蜡”（河口傜语）